# Dendropsophus
A Dendropsophus  a kétéltűek (Amphibia) osztályába és  a békák (Anura) rendjébe a levelibéka-félék (Hylidae) családjába és a Hylinae alcsaládba tartozó nem.

## Rendszerezés
A nembe az alábbi fajok tartoznak:
- Dendropsophus acreanus (Bokermann, 1964)
- Dendropsophus amicorum (Mijares-Urrutia, 1998)
- Dendropsophus anataliasiasi (Bokermann, 1972)
- Dendropsophus anceps (Lutz, 1929)
- Dendropsophus aperomeus (Duellman, 1982)
- Dendropsophus araguaya (Napoli & Caramaschi, 1998)
- Dendropsophus arndti Caminer, Milá, Jansen, Fouquet, Venegas, Chávez, Lougheed, & Ron, 2017
- Dendropsophus battersbyi (Rivero, 1961)
- Dendropsophus berthalutzae (Bokermann, 1962)
- Dendropsophus bifurcus (&ersson, 1945)
- Dendropsophus bilobatus Ferrão, Moravec, Hanken, & Lima, 2020
- Dendropsophus bipunctatus (Spix, 1824)
- Dendropsophus bogerti (Cochran & Goin, 1970)
- Dendropsophus bokermanni (Goin, 1960)
- Dendropsophus branneri (Cochran, 1948)
- Dendropsophus brevifrons (Duellman & Crump, 1974)
- Dendropsophus bromeliaceus Ferreira, Faivovich, Beard, & Pombal, 2015
- Dendropsophus cachimbo (Napoli & Caramaschi, 1999)
- Dendropsophus carnifex (Duellman, 1969)
- Dendropsophus cerradensis (Napoli & Caramaschi, 1998)
- Dendropsophus coffea (Köhler, Jungfer, & Reichle, 2005)
- Dendropsophus columbianus (Boettger, 1892)
- Dendropsophus counani Fouquet, Orrico, Ernst, Blanc, Martinez, Vacher, Rodrigues, Ouboter, Jairam, & Ron, 2015
- Dendropsophus cruzi (Pombal & Bastos, 1998)
- Dendropsophus decipiens (Lutz, 1925)
- Dendropsophus delarivai (Köhler & Lötters, 2001)
- Dendropsophus dutrai (Gomes & Peixoto, 1996)
- Dendropsophus ebraccatus (Cope, 1874)
- Dendropsophus elegans (Wied-Neuwied, 1824)
- Dendropsophus elianeae (Napoli & Caramaschi, 2000)
- Dendropsophus frosti Motta, Castroviejo-Fisher, Venegas, Orrico, & Padial, 2012
- Dendropsophus garagoensis (Kaplan, 1991)
- Dendropsophus gaucheri (Lescure & Marty, 2000)
- Dendropsophus giesleri (Mertens, 1950)
- Dendropsophus goughi (Boulenger, 1911)
- Dendropsophus grandisonae (Goin, 1966)
- Dendropsophus gryllatus (Duellman, 1973)
- Dendropsophus haddadi (Bastos & Pombal, 1996)
- Dendropsophus haraldschultzi (Bokermann, 1962)
- Dendropsophus jimi (Napoli & Caramaschi, 1999)
- Dendropsophus joannae (Köhler & Lötters, 2001)
- Dendropsophus juliani Moravec, Aparicio, & Köhler, 2006
- Dendropsophus kamagarini Rivadeneira, Venegas, & Ron, 2018
- Dendropsophus koechlini (Duellman & Trueb, 1989)
- Dendropsophus kubricki Rivadeneira, Venegas, & Ron, 2018
- Dendropsophus leali (Bokermann, 1964)
- Dendropsophus leucophyllatus (Beireis, 1783)
- Dendropsophus limai (Bokermann, 1962)
- Dendropsophus luddeckei Guarnizo, Escallón, Cannatella, & Amézquita, 2012
- Dendropsophus luteoocellatus (Roux, 1927)
- Dendropsophus manonegra Rivera-Correa & Orrico, 2013
- Dendropsophus mapinguari Peloso, Orrico, Haddad, Lima, & Sturaro, 2016
- Dendropsophus marmoratus (Laurenti, 1768)
- Dendropsophus mathiassoni (Cochran & Goin, 1970)
- Dendropsophus melanargyreus (Cope, 1887)
- Dendropsophus meridensis (Rivero, 1961)
- Dendropsophus meridianus (Lutz, 1954)
- Dendropsophus microcephalus (Cope, 1886)
- Dendropsophus microps (Peters, 1872)
- Dendropsophus minimus (Ahl, 1933)
- Dendropsophus minusculus (Rivero, 1971)
- Dendropsophus minutus (Peters, 1872)
- Dendropsophus miyatai (Vigle & Goberdhan-Vigle, 1990)
- Dendropsophus molitor (Schmidt, 1857)
- Dendropsophus nahdereri (Lutz & Bokermann, 1963)
- Dendropsophus nanus (Boulenger, 1889)
- Dendropsophus nekronastes Dias, Haddad, Argôlo, & Orrico, 2017
- Dendropsophus norandinus Rivera-Correa & Gutiérrez-Cárdenas, 2012
- Dendropsophus novaisi (Bokermann, 1968)
- Dendropsophus oliveirai (Bokermann, 1963)
- Dendropsophus ozzyi Orrico, Peloso, Sturaro, Silva, Neckel-Oliveira, Gordo, Faivovich, & Haddad, 2014
- Dendropsophus padreluna (Kaplan & Ruiz-Carranza, 1997)
- Dendropsophus parviceps (Boulenger, 1882)
- Dendropsophus pauiniensis (Heyer, 1977)
- Dendropsophus pelidna (Duellman 1989)
- Dendropsophus phlebodes (Stejneger, 1906)
- Dendropsophus praestans (Duellman & Trueb, 1983)
- Dendropsophus pseudomeridianus (Cruz, Caramaschi, & Dias, 2000)
- Dendropsophus reichlei Moravec, Aparicio, Guerrero-Reinhard, Calderon, & Köhler, 2008
- Dendropsophus reticulatus (Jiménez de la Espada, 1870)
- Dendropsophus rhea (Napoli & Caramaschi, 1999)
- Dendropsophus rhodopeplus (Günther, 1858)
- Dendropsophus riveroi (Cochran & Goin, 1970)
- Dendropsophus robertmertensi (Taylor, 1937)
- Dendropsophus rossalleni (Goin, 1959)
- Dendropsophus rozenmani Jansen, Santana, Teixeira, & Köhler, 2019
- Dendropsophus rubicundulus (Reinhardt & Lütken, 1862)
- Dendropsophus ruschii (Weygoldt & Peixoto, 1987)
- Dendropsophus salli Jungfer, Reichle, & Piskurek, 2010
- Dendropsophus sanborni (Schmidt, 1944)
- Dendropsophus sarayacuensis (Shreve, 1935)
- Dendropsophus sartori (Smith, 1951)
- Dendropsophus schubarti (Bokermann, 1963)
- Dendropsophus seniculus (Cope, 1868)
- Dendropsophus shiwiarum Ortega-&rade & Ron, 2013
- Dendropsophus soaresi (Caramaschi & Jim, 1983)
- Dendropsophus stingi (Kaplan, 1994)
- Dendropsophus studerae (Carvalho-e-Silva, Carvalho-e-Silva, & Izecksohn, 2003)
- Dendropsophus subocularis (Dunn, 1934)
- Dendropsophus timbeba (Martins & Cardoso, 1987)
- Dendropsophus tintinnabulum (Melin, 1941)
- Dendropsophus triangulum (Günther, 1869)
- Dendropsophus tritaeniatus (Bokermann, 1965)
- Dendropsophus virolinensis (Kaplan & Ruiz-Carranza, 1997)
- Dendropsophus vraemi Caminer, Milá, Jansen, Fouquet, Venegas, Chávez, Lougheed, & Ron, 2017
- Dendropsophus walfordi (Bokermann, 1962)
- Dendropsophus werneri (Cochran, 1952)
- Dendropsophus xapuriensis (Martins & Cardoso, 1987)
- Dendropsophus yaracuyanus (Mijares-Urrutia & Rivero, 2000)